# タンタンコーポレーション
タンタンコーポレーションは、東京都八王子市の家電販売業者。

## 沿革
- 1946年 - 創業者の丹澤努が八王子市暁町に株式会社東京家庭科学商会を創業ラジオの販売・修理から始めた。
- 1963年 - 2代社長の丹澤陽一が就任すると、八王子市および周辺に電気の家庭科学を展開させ、地域に根ざした店舗販売を目指し、西東京地区を中心に、10店舗まで拡大。地域量販店としての地位を確立した。
- 1965年 - 株式会社家庭科学に社名変更。
- 1997年 - 代表取締役社長に丹澤誠二が就任。
- 2000年 - インターネット通販を展開するオンラインストアとして家電のタンタンショップを開業[1]。時代に先駆けて事業を拡大した。その後、電気の家庭科学の実店舗をすべて閉店[2]し、実店舗を完全閉店して、ネット販売専業に転換した家電量販店は、当時は珍しい存在であった[3]。
- 2007年 - タンタンコーポレーション株式会社に社名変更。
- 2014年 - 監査役に丹澤信一が就任。
- 2020年 - 3代社長の丹澤誠二が急逝し、当時取締役部長の中山信夫が代表取締役社長に就任した。
- 2024年 - 代表取締役会長にファナック株式会社の役員を歴任した丹澤信一を迎え、代表取締役社長には丹澤直人が就任した[4]。

## 歴代社長
1. 丹澤努 　（1946年 - 1963年）
2. 丹澤陽一 （1963年 - 1997年）
3. 丹澤誠二 （1997年 - 2020年）
4. 中山信夫 （2020年 - 2024年）
5. 丹澤直人 （2024年 - 現職）

## 閉店した店舗
- 電気の家庭科学 本店（八王子店）（東京都八王子市横山町9番13号） 家庭科学ビル
同地にあるビルの2階以上には、タンタンコーポレーションの本社がある。
同地にあるビルの1階は、東洋米菓株式会社が経営するどら焼き まかな〜万叶〜[5]となっている。
- 電気の家庭科学 多摩平店
- 電気の家庭科学 吉祥寺店
- 電気の家庭科学 仙川店
- 電気の家庭科学 西八王子店
- 電気の家庭科学 日野店